# Telmatoscopus oxybeles
Telmatoscopus oxybeles és una espècie d'insecte dípter pertanyent a la família dels psicòdids.

## Descripció
- Mascle: sutura interocular molt feble i en forma de "V"; vèrtex més alt que l'amplada del pont dels ulls; front amb una àrea triangular pilosa; palp núm. 4 més llarg que el 3; ales de 2,10-2,15 mm de llargària, 0,85-0,90 d'amplada i amb taques als extrems de la nervadura; fèmur i tíbia d'igual llargària; edeagus amb una part apical sòlida i en forma de fletxa i una tija basal esvelta.
- Femella: similar al mascle amb l'àpex de les ales més arrodonit; lòbuls de la placa subgenital en forma de paleta d'obrar i estretament separats; ales d'1,90 de llargada i 0,85 d'amplada.[3]

## Distribució geogràfica
Es troba a Nova Guinea: l'arxipèlag de Bismarck.